# Băieți răi pe viață
Băieți răi pe viață (în engleză: Bad Boys for Life, cunoscut și sub numele de Bad Boys 3), este un film de acțiune-comedie american cu Martin Lawrence, Will Smith, Vanessa Hudgens, Alexander Ludwig, Joe Pantoliano, DJ Khaled, Michael Bay, Nicky Jam și Jacob Scipio.

## Legături externe
- Site oficial Arhivat în 18 ianuarie 2020, la Wayback Machine.
- Băieți răi pe viață la Internet Movie Database